# Dingfelder Motor Company
Dingfelder Motor Company war ein US-amerikanischer Hersteller von Automobilen und Motoren.

## Unternehmensgeschichte
Max Dingfelder leitete das Unternehmen mit Sitz in Detroit in Michigan. Es stellte Motoren her. 1903 entstanden einige Automobile, die als Dingfelder vermarktet wurden. Nach 1913 verliert sich die Spur des Unternehmens.

## Produkte
Das einzige Modell war ein kleines Fahrzeug. Ein selbst hergestellter Einzylindermotor mit 3,5 PS Leistung trieb es an. Das Leergewicht war mit 227 kg angegeben. Der Neupreis betrug 500 US-Dollar.
1908 wurden verschiedene Bootsmotoren mit zwei, vier und sechs Zylindern auf der Detroit Motor Boat Show präsentiert.
Zwischen 1911 und 1913 entstanden Flugmotoren als Vier-, Sechs- und Achtzylindermotoren.